# Bebeto Campos
José Nilton da Silva Campos, mais conhecido como Bebeto Campos (Almadina, 11 de março de 1975), é um ex-futebolista brasileiro que atuava como volante. Ídolo de Vitória e Bahia, também defendeu Sport, Fluminense e Paysandu.
Bebetinho começou sua carreira no Vitória, onde permaneceu de 1994 a 1998. Por este time, foi tricampeão baiano e campeão do Nordestão 1997. Inicialmente conhecido apenas como Bebeto, teve seu sobrenome "adicionado" quando chegou ao Vitória em 1997, por causa do Bebeto mais famoso, que atuou na seleção tetracampeã mundial em 1994.
Ainda em 1998, foi para o Fluminense, onde não se firmou e logo retornou a Salvador, dessa vez, para jogar no arquirrival do time que o revelou, o Bahia. Neste, jogou até 2003, conquistando um campeonato baiano e dois Nordestões.
Teve uma passagem rápida pelo Sport antes de chegar ao Paysandu, clube em que conseguiu um certo destaque. Ao fazer exames de rotina no clube de Belém, descobriu que não poderia mais jogar futebol profissionalmente, pois tinha sérios problemas cardíacos. Tentou refazer os exames para voltar a exercer sua profissão, mas todos confirmavam seu problema.
Assim, aos 29 anos, Bebetinho encerrou sua carreira, uma vez que seu colega de profissão Serginho havia acabado de morrer em campo justamente por problemas cardíacos que desconhecia.

## Títulos
Vitória
- Campeonato Baiano: 1995, 1996 e 1997
- Copa do Nordeste: 1997

Bahia
- Campeonato Baiano: 1999 , 2001
- Copa do Nordeste: 2001 e 2002

Paysandu
- Campeonato Paraense: 2004[1]